# Аль-Хіра

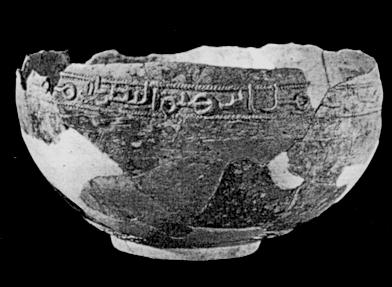
Омеядський горщик, виготовлений у Хірі 96 року хіджри

Аль-Хіра (араб. الحيرة al-Ḥīrah, сир. ܚܝܪܬܐ Ḥīrtā, пехл. Hērt) — стародавнє зникле місто, що розташовувалось на південь від сучасного міста Ель-Куфа в Іраку. У IV—VI століттях місто було столицею арабського царства Лахмідів, що було буферною зоною між Візантією та Сасанідським Іраном. У VII столітті місто захопили мусульмани.

## Уродженці
- Аль-Мунзір III — цар держави Лахмідів в 512 / 513—554 роках
- Аль-Ахталь (640—710) — арабський поет.